# 池澤春菜
池澤春菜（日语：／ Ikezawa Haruna，1975年12月15日—），日本女性配音員、舞台演員、歌手、散文家。第20任日本科幻作家俱樂部會長。Across Entertainment所屬。出生於希臘雅典，在神奈川縣橫濱市、東京都世田谷區成長。身高156cm。O型血。
父親是小說家、詩人、翻譯家池澤夏樹。祖父是小說家、詩人福永武彥。曾祖父是海軍少將、理學博士秋吉利雄（池澤夏樹的傳記小說《（直到再次相見）》（朝日新聞出版））。母親是職業顧問、希臘美食研究員池澤·史森鮑姆·直美。祖母是詩人原條明子。

## 經歷
池澤春菜畢業於成城學園（包括中學、高等學校，大學中退）。
學生時期，她在泰國留學時充滿坎坷，三度險些喪命，所以回國時自己憔悴得連父母都沒有注意到，也很難見面說話。祖父覺得這樣不是一個好情況，並問她「外面有一些有趣的人，你為什麼不來見見他們呢？」。當時，池澤遇到了一家配音經紀公司的社長，正如她所想的「有這樣的人，有這樣的世界」，正當她想著「就是這樣」的時候，接到了電台試鏡的邀請。1994年，當時還在就讀大學的池澤在《B-univ 虛擬工廠》（KBS京都）作為節目助理的在演藝界出道。並作為配音員客串《忍者龜 (1987年版)》首次亮相。
2009年7月10日，一名自稱是粉絲的無業男子因涉嫌在網站上發布誹謗性言論，並於2009年2月左右發送大量電子郵件催促會面而被指控違反跟蹤騷擾防制法及誹謗她名譽而被逮捕。雖然池澤本人沒有受到直接傷害，但被捕男子曾在深夜離開工作室後於回家的路上伏擊池澤，還說出難以理解的言論，造成她精神上的痛苦。
2014年1月1日，池澤宣布離開自2002年起已工作11年的Oscar Promotion，成為自由身。2014年7月1日，宣布加入Across Entertainment。此外，在加入Oscar Promotion之前，她曾隸屬於81 Produce。
2020年7月1日，宣布與一名圈外男性結婚。是位日本人，但長期居住在國外，由於新型冠狀病毒感染的蔓延，無法按原計劃返回日本，因此公告比原定計劃晚。過去，逢假日、連續假期活動工作量大，工作日自由活動，形成了「別人休息的時候工作，別人工作的時候休息」的生活方式，但她說「我以為這輩子永遠不會有緣分，我終於遇到了一個老實工作的人」，現在，她不得不關注日曆，以前除了正常工作的日子外，她都會忽略日曆，記得放假的時候找住宿很困難，且昂貴而苦苦掙扎的日子。2024年9月29日，她在報道婚禮時表示「這是我一生中最美好的一天」。
她和科幻評論家堺三保定期舉辦Live Wire活動，名為，直至2020年。2020年12月22日，她的第一本小說《Orbital Christmas》（堺三保原作）在河出書房新社網站上出版。2021年，該書榮獲第52屆星雲獎日本短篇部門。

## 人物
即使在NHK《法語會話》上露面1年後，她仍然繼續學習法語。她出生於希臘，曾在英國和泰國留學，也學過西班牙語，所以她是一位精通多種語言的人，會說日語、希臘語、法語、英語、泰語和西班牙語。
重度活字成癮，她從會讀書的時候起，每天讀3～4本書，從起床的那一刻起，吃早餐的時候，上學的路上，上課的時候，午飯的時候，放學回家的路上，晚飯的時候，甚至睡前不放過一本書。即使母親催促她去睡覺並關掉房間的燈後，她仍將手電筒放在被子下面看書，母親還向小學老師諮詢女兒讀書過多的問題。即使現在成年了，每天也會讀1～2本書，放假時，會在身邊放一堆書，即使在吃飯的時候仍沉浸在閱讀中。她稱自己為「書痴」和「極度痴迷的書蟲」。為了讀書，她更喜歡坐火車旅行，旅行時總是帶著幾本書。從《本之雜誌》2009年1月號開始，她在閱讀專欄連載。
她也在寫散文。2013年起成為日本科幻作家俱樂部會員。2017年，她以科幻散文集《SF的S，是美好的S》獲得第48屆星雲獎非小說部門獎項。2020年9月，就任日本科幻作家俱樂部第20任會長，擔任至2022年9月。2022年，她以的筆名參加玄論大森望科幻寫作研修班，並作為課程作業發表了一篇科幻短篇小說，後來被收錄在短篇小說集裡。
麥金塔的重度使用者，並自豪地說「說到麥金塔的女配音員，那就是我了」。《Mac Fan》雜誌也有一個叫做的專區。另外，在《Mac Fan》2009年9月號的同一專區裡，她透露自己已經加入了「17歲教」。
作為「Mac Fan」專案的一部分，則使用了池澤本身的聲音錄製的語音存檔創建了，目的是「為Mac用戶創建類似VOCALOID（初音未來）的東西」。最初是與《Mac Fan》編輯人員一起製作，後來與MI7 Japan合作作為樣本素材開始全面製作。下載銷售於2009年3月28日在act2.com上開始，它由Reason的ReFill檔和AIFF檔所組成。後來，當VOCALOID 3正式相容Mac OS時，名稱改為，並作為VOCALOID語音存檔重新製作和銷售。
愛狗人士，有養一隻名叫「Coo」的雌性哈巴狗作為她的夥伴。從她的「如果我的狗死了，我也會死」等言論可以看出她的溺愛行為。
小說家、電影《摩斯拉》的原作者之一福永武彥是池澤春菜的祖父，但福永在日本去世，而池澤則住在希臘，自從池澤出生以來，從來見過自己的祖父。當池澤春菜出生時，她的父親（池澤夏樹）透過電話告訴福永（池澤春菜的祖父），他給她取名「春菜」，福永透露，夏樹（池澤春菜的父親）出生時如果是個女孩的話，就給他取名為，但對這個巧合感到不知所措。池澤說，如果他（福永武彥）還在世的話，這樣就能透過談論自己的愛好一拍即合。
從《第2次超級機器人大戰》開始，她就開始玩「超級機器人大戰系列」，在《超級機器人大戰Z》裡，她演來自《超重神GRAVION》的城琉菜。並表示希望出演同系列的「OG系列」，在《第2次超級機器人大戰OG》裡，她演「阿瑪菈」一角。還也以多個角色出現。

## 演出
粗體字表示主要角色。

### 電視動畫
1995年
- 愛天使傳說（學生、新婦、 等）

1996年
- 逮捕令（海田美惠）
- 爆走兄弟Let's & Go!!（1996年—1998年，星馬豪、大神瑪麗娜）3系列[系列 1]

1997年
- VIRUS -VIRUS BUSTER SERGE-（日语：VIRUS）（米蓮）
- 救生戰士名乃節電器（仁）
- CLAMP學園偵探團（梓夜凪砂）
- 忍企鵝真丸（日语：忍ペンまん丸）（1997年—1998年，真丸[38]）
- 靈異獵人（羽奈子）

1998年
- 愛莉絲SOS（蘆川由香里[39]）
- 金田一少年之事件簿（1998年—2000年，金田一二三[40]、少女[注 1]）
- 太陽之子 (BS版)（麥娜）

1999年
- 仙界傳 封神演義（清）
- 裝甲救助部隊Restol（日语：装甲救助部隊レストル）（派翠西亞·巴洛斯）
- 爆球連發!! 超級彈珠人（小野寺麻里）

2000年
- 外星人田中太郎（華麗愛子[注 2]）
- 機巧奇傳希約戰記（華[41]）
- 銀裝騎攻Ordian（日语：銀装騎攻オーディアン）（內爾·馬庫馬豪森、記者）
- 萬有引力（鵜飼典子）
- The Big O（蘿拉）
- 幽浮寶貝（2000年—2002年，花小町克莉絲汀娜）
- 哈姆太郎（2000年—2013年，春名露子／小露、虎妞）5系列[系列 2]）
- 六門天外（キキーモラ）

2001年
- 辣妹當家（2001年—2002年，山咲美由）

2002年
- 我們這一家（2002年—2016年，小紫[42]）2系列[系列 3]
- 超重神GRAVION（2002年—2004年，城琉菜[43][44]）2系列[系列 4]

2003年
- 魔法少年賈修（2003年—2006年，小蓮（日语：ウォンレイとリィエン#リィエン））
- 時空冒險記ZENTRIX（美加）
- 高橋留美子劇場（美津江、仁美）
- 高橋留美子劇場 人魚之森（神無木佐和〈年輕時〉）
- 哆啦A夢 (大山羨代版)（伊藤翼〈第4代〉）
- 名偵探柯南（2003年—2025年，波原霞、安西繪麻、冰室樹里、三浦美香、高田此乃美）

2004年
- Keroro軍曹（2004年—2014年，西澤桃華[45][46]、桃姬、宇宙人）2系列[系列 5]
- 魔法娜娜咪（法蘭索娃絲·福特丁）
- 光之美少女（2004年—2006年，保倫）2系列[系列 6]
- 瑪莉亞的凝望（2004年—2009年，島津由乃）3系列[系列 7]

2005年
- 機動新撰組 萌之劍 TV（沖田薰）

2006年
- 新宇宙飛龍（次大帝普羅伊斯特、粉紅河馬）
- 蠟筆小新（2006年—2023年，凱薩琳、二、松本修、外連出初子）
- 真仙魔大戰（2006年—2007年，十字架天使[47]、紅天使、藍天使、白銀天使）

2007年
- 君吻 pure rouge（2007年—2008年，水澤摩央）
- 鬼太郎 (第5作)（2007年—2009年，阿瑪比埃、觀光客）
- 獸裝機攻斷空我NOVA（飛鷹葵[48]）
- 物怪「海坊主」（阿庸）

2008年
- 新·安琪莉可 Abyss -Second Age-（塞德娜）

2009年
- ONE PIECE（2009年—2012年，海咪）

2011年
- 惡魔奶爸（2011年—2012年，七海靜、島津）

2012年
- 足球騎士（米娜·邁耶）
- 男子高中生的日常（自我意識過剩的女人）
- 魔奇少年（萊拉）

2013年
- 哆啦A夢 (水田山葵版)（2013年—2016年，蘇西、宇佐美博人）
- 幻想玩偶（燐）
- 天才黃金腦 ～神之謎（蕾吉娜·瑪麗亞·巴斯可）

2014年
- 魔法少女大戰（榊天音)

2015年
2016年
- B-PROJECT ～鼓動＊Ambitious～（蘇菲·薇貝爾）

2017年
- 虎面人W（薄荷[49]）

2018年
- 賽馬娘 Pretty Derby BNW的誓言（布盧瓦耶）

2020年
- 闇影詩章（主持小姐）

2022年
- POP TEAM EPIC 電視動畫作品第二系列（克蘇魯／克蘇夫〈A部分〉[50]、兔子〈第11話A部分〉）
- 數碼寶貝幽靈遊戲（夾竹桃獸）

2023年
- 小鳥之翼 -高爾夫女孩的故事-（敷島零華）

2024年
- 極速星舞（輪堂小春）

2025年
- 費馬的料理（福田寧寧[51]）

### 電影動畫
1997年
- 爆走兄弟Let's & Go!! WGP：失控迷你賽車大追蹤！（星馬豪）

1999年
- 金田一少年之事件簿2：殺戮的深藍（金田一二三）

2001年
- 劇場版 哈姆太郎：哈姆哈姆樂園大冒險（日语：劇場版 とっとこハム太郎 ハムハムランド大冒険）（春名露子、虎妞）

2002年
- 劇場版 哈姆太郎：哈姆哈姆哈姆迦！夢幻的公主（日语：劇場版 とっとこハム太郎 ハムハムハムージャ! 幻のプリンセス）（春名露子）

2003年
- 劇場版 我們這一家（小紫）
- 蠟筆小新：風起雲湧 光榮燒肉之路（動感生啤女郎A[52]）
- 哈姆太郎：哈姆哈姆大獎賽！極光谷的奇蹟（日语：劇場版 とっとこハム太郎 ハムハムグランプリン オーロラ谷の奇跡 リボンちゃん危機一髪!）（春名露子）

2004年
- 劇場版 哈姆太郎：哈姆太郎與不可思議的圖畫本高塔（日语：劇場版 とっとこハム太郎 はむはむぱらだいちゅ! ハム太郎とふしぎのオニの絵本塔）（春名露子）

2005年
- 劇場版 光之美少女 Max Heart（保倫）
- 劇場版 光之美少女 Max Heart 2：雪空的朋友（保倫）

2006年
- 超劇場版Keroro軍曹（西澤桃華）

2007年
- 超劇場版Keroro軍曹2：深海的公主（西澤桃華）

2008年
- 劇場版 鬼太郎 日本爆裂!!（阿瑪比埃）
- 超劇場版Keroro軍曹3：Keroro VS Keroro 天空大決戰（西澤桃華）

2009年
- 劇場版 光之美少女 All Stars DX：大家都是朋友☆奇蹟的全員大集合！（保倫）
- 超劇場版Keroro軍曹4：逆襲的龍勇士（西澤桃華）

2010年
- 劇場版 光之美少女 All Stars DX2：希望之光☆守護彩虹寶石！（保倫）
- 超劇場版Keroro軍曹5：誕生！究極Keroro奇蹟的時空之島!!（西澤桃華）

2011年
- 劇場版 光之美少女 All Stars DX3：傳達到未來！連結世界☆彩虹之花！（保倫）

### OVA
1995年
- 學校的幽靈
- 美少女遊擊隊Battle Skipper（日语：美少女遊撃隊バトルスキッパー）（BSX-3）

1996年
1997年
- 超光速Grandoll（日语：超光速グランドール）（春菜）
- 厄災仔寵（日语：厄災仔寵）（役仔寵）

1998年
- 超機動傳說Dinagiga（日语：超機動伝説ダイナギガ）（泉崎奈奈）

1999年
- 超神姬彈凱撒3（日语：超神姫ダンガイザー3）（1999年—2001年，美劍陽菜、艾琳）
- 銀河少女警察 The Animation（納奈·納塔萊西翁·內因哈爾滕[53]）

2000年
- 伊藤潤二 恐怖漫畫驚選輯 富江（富江）

2002年
- 哈姆太郎的生日 ～尋找媽媽 三千走走～（2002年—2004年，春名露子／小露、虎妞）4作品

2003年
- 守護之心 Power Up！（切姆〈切爾西·福克爾〉）2系列
- 機動新撰組 萌之劍（沖田薰）
- 星際少年隊（明日香）
- 秋之回憶2（南燕[54]）

2006年
- 瑪莉亞的凝望 3rd Season（島津由乃）

2007年
- ICE（瞳）

2016年
- 斬首循環 藍色學者與戲言跟班（佐代野彌生[55]）

2018年
- 賽馬娘 Pretty Derby BNW的誓言（布盧瓦耶）

### 網路動畫
- 格鬥天王：另一天（日语：The King of Fighters: Another Day）（2005年，麻宫雅典娜（日语：麻宮アテナ））
- 格鬥天王：命運（2017年，麻宫雅典娜）

### 遊戲
1996年
- 真愛故事（日语：トゥルー・ラブストーリー）（天野綠）
- 銀河少女警察 ～銀河少女警察2086～（納奈·納塔萊西翁·內因哈爾滕）
- Little Step（美詩艾露、飛翔麗）
- 露娜 銀河之星（潔西卡·艾爾卡克）

1997年
- 綾香忍傳的一番（日语：あやかし忍伝 くの一番）（白瀨櫻華）
- 巫師交響曲2（日语：ウィザーズハーモニー）（盧米娜·小叮噹）
- 袋狼大進擊2：Cortex Strikes Back（可可）
- 忍企鵝真丸（日语：忍ペンまん丸）（真丸）[注 3]
- 全罩迷你四驅車超級工廠（星馬豪[56]）
- 特勤機甲隊2（梅麗莎·拉塞福）
- Voice Idol Maniacs ～Pool Bar Story～
- 迷你四驅車 爆走兄弟Let's & Go!! WGP 極速賽（星馬豪）
- 魔法堆球3（日语：マジカルドロップ）（戀人、死亡）
- 瑪莉的鍊金工房 ～薩爾布魯克的鍊金術士～（瑪洛娜〈瑪莉〉[57]）
- 無人島物語R（立原希羅羅）
- 龍機傳承2（羅連·培路魯）
- 心動 ON AIR（芹澤奈奈）

1998年
- 綾香忍傳的一番Plus（白瀨櫻華）
- 火星物語（日语：火星物語）（蘿絲、可亞拉普）
- 袋狼大進擊3：Warped（可可）
- 格鬥天王系列（1998年—2022年，麻宮雅典娜（日语：麻宮アテナ）[5][58][59]、佛克希（日语：フォクシー (KOF)）〈2000—〉、黛安娜（日语：ダイアナ (KOF)）〈2001—〉、Cosplayer京子〈2000〉）15作品[系列 8]
- DEBUT21（日语：誕生 〜Debut〜）（萩原亮子）
- 爆走兄弟Let's & Go!! 永恆之翼（星馬豪、大神瑪莉娜）
- Blaze & Blade（祭司：女）
- 貓ka-n-ke-i

1999年
- 亞克傳承III（日语：アークザラッドIII）（瑪希兒·艾奎·奎茲）
- ATHENA -Awakening From the Ordinary Life-（日语：アテナ (ゲーム)）（麻宮雅典娜）
- L的季節 ～A piece of memories～（日语：Lの季節 〜A piece of memories〜）（鈴科流水音）
- 袋狼大進擊賽車（可可）
- 奏（騷）樂都市大阪（日语：ソウ楽都市OSAKA）（久山·枝下）
- High School of Blitz
- 戰國美少女繪卷 斬斷雲空!! ～春風之章～（伊夜）
- 悠久幻想曲3 Perpetual Blue（日语：悠久幻想曲#悠久幻想曲3 Perpetual Blue）（巴西亞·杜塞爾）

2000年
- 袋狼大進擊嘉年華（日语：クラッシュ・バンディクー カーニバル）（可可）
- 酷酷卡通遊（日语：COOL COOL TOON）（耶米）

2001年
- 歡迎回家！ ～夕凪色的戀愛物語～（日语：おかえりっ!〜夕凪色の恋物語〜）（姬神澪）
- CAPCOM VS. SNK 2 MILLIONAIRE FIGHTING 2001（日语：CAPCOM VS. SNK 2 MILLIONAIRE FIGHTING 2001）（麻宮雅典娜）
- 心動美麗同盟 Lovely Star（日语：ドキドキプリティリーグ）（廣瀨彌生）
- Memories Off 2nd（南燕）

2002年
- 機動新撰組 萌之劍（沖田薰）

2003年
- SNOW（2003年—2007年，北里時雨、龍神）[注 4]
- Memories Off Mix（日语：メモオフみっくす）（南燕）
- Memories Off Duet（南燕）

2004年
- Keroro軍曹 燃燒淘汰賽（日语：ケロロ軍曹 メロメロバトルロイヤル）（西澤桃華）
- 魔法少年賈修系列（2004年—2005年，小蓮（日语：ウォンレイとリィエン#リィエン））9作品[系列 9]

2005年
- Keroro軍曹 燃燒淘汰賽Z（日语：ケロロ軍曹 メロメロバトルロイヤルZ）（西澤桃華）
- 藍色天使隊（日语：ブルーフロウ）（瑪琪·阿爾帝托、科妮·梅蘭妮莎）
- Memories Off After Rain Vol.2、3（南燕）

2006年
- Quartett！ ～THE STAGE OF LOVE～（日语：Quartett!）（梅伊·阿爾吉諾）
- 君吻（水澤摩央）
- 藍色天使隊2（日语：ブルーブラスター）（瑪琪·阿爾帝托）

2007年
- Keroro軍曹 演習啦！全員集合2（西澤桃華）

2008年
- L的季節2 invisible memories（鈴科流水音）
- 交錯刀鋒（日语：クロスエッジ）（瑪洛娜）
- Sugar+Spice！ ～那位少女美好的一切～（日语：Sugar+Spice!）（七巳燈花）
- 超級機器人大戰Z（城琉菜）
- 超劇場版Keroro軍曹3 動作！天空大冒險是也！（日语：超劇場版ケロロ軍曹3 天空大冒険であります!）（西澤桃華）

2009年
- 金田一少年之事件簿 惡魔的殺人航海（金田一二三）
- 超劇場版Keroro軍曹 擊侵龍鬥士軍團是也！（日语：超劇場版ケロロ軍曹 撃侵ドラゴンウォリアーズであります! (ゲーム)）（西澤桃華）
- 銀河之星 銀白星球的和聲（潔西卡·艾爾卡克）

2010年
- Keroro RPG 騎士與武者與傳說海盜（日语：ケロロRPG 騎士と武者と伝説の海賊）（桃愛兒）
- ONE PIECE 大決戰！（日语：ONE PIECE ギガントバトル!）（海咪）

2011年
- 蠟筆小新：宇宙功夫!? 友情的笨蛋空手道!!（日语：クレヨンしんちゃん 宇宙DEアチョー!? 友情のおバカラテ!!）
- 第2次超級機器人大戰Z 破界篇／再世篇（2011年—2012年，飛鷹葵、城琉菜）2作品
- 無盡傳奇（提波）
- ONE PIECE 大決戰！2 新世界（日语：ONE PIECE ギガントバトル! 2 新世界）（海咪）

2012年
- SD鋼彈 G世代 OVER WORLD（2012年—2019年，露雪·愛斯理（日语：新機動戦記ガンダムW デュアルストーリー G-UNIT#ルシエ・アイズリー）、我的角色〈女性〉〈OVER WORLD[61]、CROSSRAYS〉）2作品[系列 10]
- 艾可蘿妮的鍊金工房 ～Dear for Otomate～（瑪洛娜）
- 第2次超級機器人大戰OG（阿瑪菈·波頓）
- 無盡傳奇2（提波、露露）

2013年
- 超級機器人大戰UX（飛鷹葵）

2014年
- 魔法少女大戰 ZANBATSU（榊天音[62]）
- 第3次超級機器人大戰Z 時獄篇／天獄篇（2014年—2015年，飛鷹葵）2作品
- 超級機器人大戰OG傳奇 魔裝機神F COFFIN OF THE END（日语：スーパーロボット大戦OGサーガ 魔装機神F COFFIN OF THE END）（阿瑪菈·波頓[63]）
- 鐵金剛少女Z ONLINE（[64]）

2015年
- 碧藍幻想（2015年—2018年，艾姬多娜、露露[65]、提波、保倫）

2016年
- 魔法氣泡!! Quest（日语：ぷよぷよ!!クエスト）（漢娜[66]）

2017年
- 最終騎士 -X fragments-（莉亞娜[67]）
- 鏡光傳奇（日语：テイルズ オブ ザ レイズ）（2017年—2022年，提波、奇莎蘭）
- 袋狼大進擊瘋狂三部曲（可可）
- 東京放學後召喚師（日语：東京放課後サモナーズ）（天[68]、魯濱遜[69]、巴爾托洛[70]）
- 12奧丁（瑪莉[71]）
- 殺戮魅影（[72]）

2018年
- SNK女傑狂熱大亂鬥（麻宮雅典娜[73]）
- 鍊金工房Online ～布雷賽爾的鍊金術士～（瑪莉[74]）

2019年
- 奈爾克與傳說之鍊金術士們 ～新大地之鍊金工房～（瑪洛娜〈瑪莉〉[75]）
- 夢現Re:Master（日语：夢現Re:Master）（瑪莉·馬拉[76]）
- 超級機器人大戰DD（2019年—2023年，莉娜莉亞·庫歐[77]、阿瑪菈·波頓）
- 超級機器人大戰X-Ω（日语：スーパーロボット大戦X-Ω）（飛鷹葵）
- 放置少女 ～百花撩亂的萌姬們～（日语：放置少女〜百花繚乱の萌姫たち〜）（麻宮雅典娜）

2020年
- 明日方舟（微風）
- 夢現 Re:Idol ～關於大鳥愛身為主角太沒存在感這件事（日语：夢現Re:Master#続編）（瑪莉·馬拉[78]）
- 夢現Re:After（日语：夢現Re:Master）（瑪莉·馬拉[79]）
- 忍者大師 閃亂神樂 NEW LINK（日语：シノビマスター 閃乱カグラ NEW LINK）（麻宮雅典娜）
- 袋狼大進擊4：時空之旅（可可[80]）

2021年
- 破曉傳奇（2021年—2023年，奇莎蘭[81]）
- 言靈戰士（日语：共闘ことばRPG コトダマン）（小蓮）
- 御城計劃:RE ～CASTLE DEFENSE～（日语：御城プロジェクト）（城塞都市迪特、伊達政宗）

2023年
- 蕾斯萊莉婭娜的鍊金工房 ～忘卻的鍊金術與極夜的解放者～（2023年—2024年，瑪莉[82]）

2025年
- Memories 雙想 ～Not always true～（南燕[83]）

### 外語配音

#### 電影
- 引爆亞特蘭大
- 小鬼當家（梅根·麥卡利斯特〈希拉蕊·沃夫（英语：Hillary Wolf）〉）※朝日電視台版[注 5]。
- 小鬼當家2（梅根·麥卡利斯特〈希拉蕊·沃夫〉）※朝日電視台版。
- 體熱邊緣（英语：Malice (film)）（布里奇特）※東京電視台版。
- 九月懷胎（英语：Nine Months）（茉莉·德威爾〈阿麗夏·維加〉）
- 驚聲尖叫2（凱西·“西西”·庫柏〈莎拉·蜜雪兒·吉蘭〉）
- 對不起！駭到你（英语：Teaching Mrs. Tingle）（莉·安·華生〈姬蒂·荷姆絲〉）
- 山姆大叔（英语：Uncle Sam (film)）
- 破繭天魔（夏農·安伯森〈溫蒂·班森（英语：Wendy Benson）〉）

#### 電視影集
- 艾蜜莉在巴黎（卡蜜兒〈卡蜜兒·塞拉萊〉）
- 海洋女孩（英语：Ocean Girl）（雷娜）
- 好醫生（摩根·瑞茲尼克〈費歐娜·古柏曼（英语：Fiona Gubelmann）〉）

#### 動畫
- 百變金剛（變異人雅希）
- 海上總動員（英语：Elias: The Little Rescue Boat）（查吉納）
- 大力士（英语：Hercules (1998 TV series)）（阿那沙瑞特）
- 忍者龜 (東京電視台版)

### 特攝影集
- 聲優戰隊Voicelugger（1999年，夕樹遙／Voicelugger玫瑰）

### 廣播劇CD
時期不明
- 銀河美少女 Hearts（切姆〈切爾西·福克爾〉）
  - 守護之心 Power Up！（切姆〈切爾西·福克爾〉）
- 獸裝機攻斷空我NOVA 廣播劇CD（飛鷹葵）
- Days of Memories（日语：Days of Memories） 3 原聲廣播劇CD（麻宮雅典娜（日语：麻宮アテナ）、元祖雅典娜）
- 真愛故事（日语：トゥルー・ラブストーリー） 歡迎來到美咲的房間Vol.3（天野綠）
- 街 第Q之男 ～Q是question的Q～（日语：街 〜運命の交差点〜#ラジオドラマ）（麻生詩織）
- 廣播劇CD「Persona」（桐島惠理子）
- 瑪莉亞的凝望系列（島津由乃 等）
- 集英社廣播劇CD系列
  - DJCD 瑪莉亞的凝望 "La Vierge Marie Vous Regarde" 1—3卷
  - DJCD 瑪莉亞的凝望 ～Winter Special 2007～
- 廣播劇CD Memories Off ～回憶的變奏曲～（南燕）
- 大家作出來的Memories Off CD!!（南燕）
- Keroro軍曹系列（西澤桃華）
  - Keroro軍曹 地球（Pekopon）侵略CD
  - Keroro軍曹 宇宙中最緊張的CD第5卷

1995年
- 賞金戰士外傳 -鋼鉄之龍-（日语：バウンティソード・ファースト#ドラマCD）（克利俄）

1997年
- CD廣播劇 NaNa（八）

1999年
- 爆走兄弟Let's & Go!! GIRL 〈女子大獎賽開幕!!〉
- 爆走兄弟Let's & Go!! GIRL〈女子大獎賽開幕!!〉（日语：爆走兄弟レッツ&ゴー!!GIRL）（大神瑪莉娜）
- Audio Drama "Eve"（日语：Club Rie-Rie）

2003年
- 秋櫻之空（佐久間晴姬）

2006年
- 廣播劇CD 魔法商店卡納魯納 Magic.1（露娜）

2007年
- 閃亮銀河町商店街（佐藤香澄）

2010年
- 今天的早川小姐（日语：今日の早川さん）（早川量子）
- 廣播劇CD （白蘭地伯爵）

2017年
- 爆走兄弟Let's & Go!! 超青春廣播劇CD（星馬豪）

2018年
- 爆走兄弟Let's & Go!! 超青春廣播劇CD 第2彈（星馬豪）

### 其它CD
- 亞克傳承III（日语：アークザラッドIII） 瑪希兒的決意（瑪希兒·艾奎·奎茲）
- 鬼太郎 （阿瑪比埃）
- 平安魔都傀儡綺談破之二
- 星際少年隊 GFantasy漫畫CD收藏 (1) 著陸地點（明日香）
- Memories Off 2nd 迷你專輯合集 Vol.4 南燕
- Memories Off 2nd 廣播劇系列 Vol.2 燕的聊天&打掃
- 瑪莉的鍊金工房 ～薩爾布魯克的鍊金術士～系列（瑪洛娜）
- 銀河少女警察 東方大都會事件簿（納奈·納塔萊西翁·內因哈爾滕）
- 萌之劍/黎明/青春之祭典（沖田薰）
- Little Steps 歌曲集（瑪希兒）

### 廣播劇
- 青春冒險（日语：青春アドベンチャー）「這是王國的鑰匙」（2000年3月13日—31日，NHK-FM）—上田弘美（強尼）

### 廣播節目
※記號表示網路廣播。
1990年代
- B-UNIV 虛擬工廠（1994年，KBS京都）
- 岩男潤子的普庫普庫企鵝公園（1995年，TBS電台）
- 俊與由里與春菜的PC-FX俱樂部（1996年，文化放送）
- 春菜的正因為是戲劇性的晚上（日语：ドラマチックな夜だから#春菜のドラマチックな夜だから）（1996年，東海電台）
- 超機動放送A/G Master（日语：超機動放送アニゲマスター）（1997年—1999年，文化放送）
- 池澤春菜與大家的 ～鍊金術士瑪莉電台～（日语：池澤春菜のみんなで、た〜る 〜ラジオ・マリーのアトリエ〜）（1997年—1998年，TBS電台）
- 池澤春菜的PACHIMON OSAKA（日语：池澤春菜のぱちモンOSAKA）（1998年—1999年，大阪電台）
- RADIO JE T'AIME#（日语：ラジオジュテーム）（1998年—2000年，文化放送）

2000年代
- 池澤春菜的人間風車（2000年，關西電台）
- （CF-ONLINE）
- Haruna Eyed View（2000年—2002年，BSQR489（日语：BSQR489））
- Saturday Hot Request（日语：サタデーホットリクエスト）（2002年，NHK-FM）
- 流行音樂庫（日语：ポップスライブラリー）（2004年，NHK-FM）
- Cobalt 心跳web電台（日语：コバルト ときめきwebラジオ）（2005年—2008年，Web Cobalt）※
- 尤加奈*春菜的Sweet Magic（日语：ユカナ*ハルナのスイートマジック）（2006年，音泉）※
- 尤加奈*春菜 canary*lunar Market（日语：ゆかな*はるな canary*lunar Market）（2006年—2008年，音泉、BEWE（日语：BEWE））※

2010年代
- AFTER 6 JUNCTION（日语：アフター6ジャンクション2）（2018年—，TBS電台）※不定期演出

2020年代
- 池澤春菜的Phase Change（2024年—，NHK廣播第1頻率）

#### 廣播CD
- RADIO JE T'AIME 1～3（日语：ラジオジュテーム#番組CD）（1999年）

### 旁白
- Boarding 世界的航線（2003年4月—2005年3月，東京電視台）
- 日本建材（電台廣告）

### 電視節目
※記號表示網路電視。
- 涉谷deCHU！（日语：渋谷でチュッ!）（1997年4月—1998年3月，東京電視台）—初代助理
- （1996年4月—1999年3月，NHK教育）—飾 屏障外星人
- 法語會話（日语：フランス語会話）（2003年度版，NHK教育）—共同演出包括Rihito
- 週五動畫館（日语：金曜アニメ館）（2000年3月—2002年3月，NHK BS2）—每週主持人
- 一個人也可以Mon！（日语：ひとりでできるもん!）（2000年—2001年，NHK教育）—飾 薩拉丁娜
- 不倫調査員 片山由美8（2006年8月2日，東京）—飾 池澤春菜（電視台記者）
- BS指南（NHK BS2）
- Selection X（朝日電視台）
- CLUB DIRECT（DirecTV宣傳頻道）—助理
- NHK特集『帕德嫩神廟 ～美與睿智的寶庫』（NHK BShi）
- 歷史秘話（NHK綜合）
- （2011年4月22日—2012年7月14日，富士電視台）
- 原宿書咖啡廳（2014年4月4日—11月28日，BS富士）—《讀書沙龍》主持人（與川端健司（日语：川端健嗣）（富士電視台播報員）共同主持）
- 雙連擊之謎（日语：ダブルタップミステリー）（2023年8月11日—9月2日，朝日電視台）—與尾形貴弘（日语：尾形貴弘）（Panther（日语：パンサー (お笑い)））共同演出

### 舞台
- Burstman（日语：バーストマン） 32nd公演「仲夏夜之夢」（1997年4月，哈米兒）
- Burstman 34th公演（1997年12月，黑百合）
- Burstman 37th公演（1998年12月，珠世）
- Burstman 38th公演（1999年7月，田島栞）
- Burstman 39th公演「童Ri夢 -2000-」（2000年5月）
- 「再見，查理」（2005年4月，珍妮佛）
- （2023年1月，維奧萊塔）

### 影像商品
- BOX JE T'AIME（2002年1月23日）
- Memories Off 1st 演奏會（2002年3月20日）
- Memories Off 2nd 演奏會 完全DVD（2003年3月28日）
- 瑪莉亞的凝望 ～私立莉莉安女子學園祭 第二部～（2009年2月25日）
- 傳奇祭典（日语：テイルズ オブ フェスティバル） 2012

### 其它
- NHK數位放送（日语：デジタル放送）角色的聲音
- Sunday廣告劇場「MÄR 魔兵傳奇篇」（桃樂絲）[84]
- 聲優閒談
- TalkingClock Ikezawa Haruna（2012年）[85]
- VOCALOID Mac音奈奈
- Kikubon（日语：Kikubon）
  - （朗讀）
  - （朗讀）
- Audible（日语：Audible）
  - 特別國稅徵收官（朗讀）
  - （朗讀）
  - （朗讀）
  - （朗讀，著者：高野史緒）

## 音樂作品

### 單曲
| 枚數 | 發行日期       | 單曲名稱（日文原名）       | 規格編號  |
| ---- | -------------- | -------------------------- | --------- |
| 1st  | 1997年9月18日  |                            | TYDY-2096 |
| 2nd  | 1997年10月29日 |                            | TYDY-2102 |
| 3rd  | 1998年1月21日  | 即使到了世紀末也沒關係（世紀末でも平気） | TYDY-2102 |
| 4th  | 1999年7月22日  | Neo Evolution              | KLDA-1005 |

### 專輯

#### 原創專輯
| 枚數 | 發行日期       | 專輯名稱（日文原名） | 規格編號   |
| ---- | -------------- | -------------------- | ---------- |
| 1st  | 1995年12月16日 | Sweetie              | MECP-30036 |
| 2nd  | 2000年3月23日  | Chocolat             | SVWC-7058  |
| 3rd  | 2001年6月6日   | caramel              | SVWC-7079  |
| 4th  | 2008年11月7日  | *Confetti*           | GNCA-7119  |
| 5th  | 2009年11月6日  | quatre quarts        | GNCA-7143  |
| 6th  | 2012年7月4日   |                      | WMBM-15    |
| 7th  | 2014年4月23日  | 羽化 -eclosion-      | GCHR-7001  |

#### 迷你專輯
| 枚數 | 發行日期      | 專輯名稱（日文原名） | 規格編號  |
| ---- | ------------- | -------------------- | --------- |
| 1st  | 2009年5月27日 | 光之花束（光の花束）         | GNCA-7134 |
| 2nd  | 2010年5月26日 |                      | GNCA-7158 |

### 角色歌曲
| 發行日期 | 商品名稱                                                     | 歌 | 樂曲                         | 備註                                     |
| 1997年   | 1997年                                                       | 1997年 | 1997年                       | 1997年                                   |
| -------- | ------------------------------------------------------------ | --- | ---------------------------- | ---------------------------------------- |
| 1月21日  | Little Step 形象專輯                                         | 美詩艾露（池澤春菜）、端山綠（山口由里子）、蒔苗涼子（加藤優子） | 「」                         | 遊戲《Little Step》相關歌曲              |
| 2001年   |                                                              | |                              |                                          |
| 7月25日  | SONGS OF GALS！                                              | 山美由（池澤春菜） | 「I WILL」                   | 電視動畫《辣妹當家》相關歌曲             |
| 2002年   |                                                              | |                              |                                          |
| 1月9日   | Memories 2nd 迷你專輯精選輯Vol.4 冰冷的太陽                  | 南燕（池澤春菜） | 「」                         | 遊戲《Memories Off 2nd》相關歌曲         |
| 5月9日   | 大家作出來的Memories Off CD!!                                | 南燕（池澤春菜） | 「」                         | 遊戲《Memories Off 2nd》相關歌曲         |
| 5月9日   | 大家作出來的Memories Off CD!!                                | Memories Off 2nd成員 | 「」                         | 遊戲《Memories Off 2nd》相關歌曲         |
| 5月9日   | 大家作出來的Memories Off CD!!                                | 1st&2nd成員全15人 | 「」                         | 遊戲《Memories Off系列》相關歌曲         |
| 2003年   |                                                              | |                              |                                          |
| 1月22日  | 萌之劍                                                       | 近藤勇子（折笠愛）、土方歳繪（松井菜櫻子）、沖田薰（池澤春菜） | 「」                         | 遊戲、OVA《機動新撰組 萌之劍》片頭主題曲 |
| 1月22日  | 萌之劍                                                       | 近藤勇子（折笠愛）、土方歳繪（松井菜櫻子）、沖田薰（池澤春菜） | 「」                         | 遊戲《機動新撰組 萌之劍》片尾主題曲      |
| 2004年   |                                                              | |                              |                                          |
| 9月23日  | 大家作出來的Memories Off CD!! Part2                          | 檜月彩花（山本麻里安）、白河螢（水樹奈奈）、南燕（池澤春菜）、壽壽奈鷹乃（千葉紗子）、相摩希（南里侑香）、黑須彼方（村田步）、北原那由多（高橋美佳子）、藤原雅（嘉數由美） | 「」                         | 遊戲《Memories Off系列》相關歌曲         |
| 2005年   |                                                              | |                              |                                          |
| 7月22日  | 瑪莉亞的凝望 ～春～ 形象專輯vol.2 黃薔薇篇                   | 島津由乃（池澤春菜）、支倉令（伊藤靜）、鳥居江利子（生天目仁美） | 「Ma Soeur…」 「」           | 電視動畫《瑪莉亞的凝望 ～春～》相關歌曲  |
| 2006年   |                                                              | |                              |                                          |
| 4月7日   | 大家作出來的Memories Off CD!! Season 3                       | [ 成員 1 ] | 「」                         | 遊戲《Memories Off系列》相關歌曲         |
| 4月7日   | 大家作出來的Memories Off CD!! Season 3                       | 池澤春菜、山本麻里安、小林沙苗、白石涼子、村田步、井之上奈奈 | 「」                         | 遊戲《Memories Off系列》相關歌曲         |
| 11月29日 | 君吻 角色CD vol.3 水澤摩央&野明日夏                          | 水澤摩央（池澤春菜） | 「」                         | 遊戲《君吻》相關歌曲                     |
| 12月6日  | ATHENA THE MUSIC                                             | 麻宮雅典娜（池澤春菜） | 「」                         | 遊戲《格鬥天王》相關歌曲                 |
| 2007年   |                                                              | |                              |                                          |
| 12月21日 | 君吻 pure rouge DVD第1卷初回封入特典特製角色CD「水澤摩央篇」 | 水澤摩央（池澤春菜） | 「青空loop（水澤摩央ver.）」 | 電視動畫《君吻 pure rouge》相關歌曲      |
| 2008年   |                                                              | |                              |                                          |
| 4月23日  | 君吻 pure rouge 角色歌曲專輯                                 | 水澤摩央（池澤春菜） | 「many many smile」          | 電視動畫《君吻 pure rouge》相關歌曲      |
| 2009年   |                                                              | |                              |                                          |
| 4月22日  | 萌之劍/黎明/青春之祭典                                       | 近藤勇子（折笠愛）、土方歳繪（松井菜櫻子）、沖田薰（池澤春菜） | 「」                         | OVA《機動新撰組 萌之劍》片尾主題曲       |

### 其它參加樂曲
| 發行日期       | 商品名稱                                                      | 歌 | 樂曲                                                               | 備註                                |
| -------------- | ------------------------------------------------------------- | --- | ------------------------------------------------------------------ | ----------------------------------- |
| 1998年7月18日  | pourquoi？                                                    | 池澤春菜、冰上恭子 | 「Girlfriends」                                                    | 廣播節目《RADIO JE T'AIME》相關歌曲 |
| 1998年9月19日  | q’est-ce que c’est？                                          | 池澤春菜、冰上恭子 | 「」                                                               | 廣播節目《RADIO JE T'AIME》相關歌曲 |
| 1998年2月27日  | Poe et Moe/foie gras                                          | 池澤春菜、冰上恭子 | 「」                                                               | 廣播節目《RADIO JE T'AIME》相關歌曲 |
| 1999年10月21日 | Live Je t'aime ～Je t'aime Mania 99 IN HELL                   | 池澤春菜 | 「」                                                               | 廣播節目《RADIO JE T'AIME》相關歌曲 |
| 1999年10月21日 | Live Je t'aime ～Je t'aime Mania 99 IN HELL                   | 冰上恭子、池澤春菜、田中理惠 | 「」                                                               | 廣播節目《RADIO JE T'AIME》相關歌曲 |
| 2000年2月10日  | dream power -致那些沒有翅膀的人-                              | A·G·A·S | 「」                                                               | 文化放送A&G區形象歌曲               |
| 2001年1月10日  | WONDERFUL TIME！                                              | 池澤春菜、豐口惠、柚木涼香 | 「WONDERFUL TIME！」                                               | 電視節目《週五動畫館》主題曲        |
| 2001年1月10日  | WONDERFUL TIME！                                              | 池澤春菜、豐口惠、柚木涼香 | 「WONDERFUL TIME！（AMBIENT MIX）」 「WONDERFUL TIME！（TV MIX）」 | 電視節目《週五動畫館》相關歌曲      |
| 2002年2月20日  | Memories Off第一張演唱會專輯 ～正面和背面完全未剪輯的版本！～ | 間島淳司、山本麻里安、那須惠、田村由香里、淺野琉璃、河合久美、利田優子、水樹奈奈、菊池志穗、池澤春菜、仲西環、千葉紗子、南里侑香、小尾元政、REMI、KAORI. | 「MEMORIE I·N·G（Live）」                                          | 遊戲《Memories Off系列》相關歌曲    |
| 2008年10月13日 | 電視漫畫主題歌風 原創歌曲合輯                                 | 池澤春菜 | 「」                                                               |                                     |
| 2009年2月25日  |                                                               | 池澤春菜 | 「Basket Case」 「God Save The Queen」                             |                                     |

## 執筆活動

### 散文集
- （2014年1月，本之雜誌社（日语：本の雑誌社））
  - 連載：《本之雜誌（日语：本の雑誌社）》2009年1月號—
- （2016年5月／2019年8月，早川書房）
  - 連載：《S-F Magazine（日语：S-Fマガジン）》2010年8月號—
- （2017年8月，KADOKAWA）
- （2017年10月，本之雜誌社）
- （2018年7月，KADOKAWA）
- （2019年9月，KADOKAWA）
- （2020年5月，Impress）—合著：高山羽根子（日语：高山羽根子）
- （2022年12月，早川書房）

### 小說

#### 單行本
- （2024年5月，早川書房）
  - 收錄作品：／／／／／Yours is the Earth, and everything that’s in it／

#### 選集
表示池澤春菜作品。
- NOVA 2021年夏季號（日语：NOVA 書き下ろし日本SFコレクション）（2021年4月，河出文庫（日语：河出文庫））—原作：堺三保
- 2084年のSF（2022年5月，早川文庫JA（日语：ハヤカワ文庫））
- NOVA 2023年夏季號（2023年4月，河出文庫）

### 對談集
- （2020年6月，每日新聞出版（日语：毎日新聞出版））—合著：池澤夏樹

### 監修
- （2023年3月，ele-king books）

### 翻譯
- （2021年3月，每日新聞出版（日语：毎日新聞出版））—著：威廉·布萊克、合譯：池澤夏樹
- （2021年12月，毎日新聞出版）—著：R·L·史蒂文森、合譯：池澤夏樹
- 《火守》（2021年12月 KADOKAWA）—著：劉慈欣

### 寫真集
- （1998年12月，SB Creative）

### 單行本未收錄

#### 連載
- （《週刊Playboy》1996年5月21日號—1997年4月22日號）
- （《Mac Fan（日语：Mac Fan）》2005年8月號—）
- （《朝日新聞》）
- （《RoBoCoN Magazine（日语：ロボコンマガジン）》2013年7月號—）

#### 雜誌等發表
- （《文藝春秋SPECIAL》2012年3月號）
- （2015年5月，河出書房新社）
- （2018年8月，河出書房新社）
- 化身（2019年3月，天夢人（日语：インプレス））
- （《S-F Magazine（日语：S-Fマガジン）》2023年10月号）—小說
- （Kemur，2024年4月16日[86]）—小說

## 腳註

## 外部連結
- 池澤春菜｜Across Entertainment （日語）
- ，存于 （日語）
- ，存于 （日語）—池澤春菜的官方個人網站。
- （日語）—池澤春菜的官方個人部落格。
- ，存于 （日語）—池澤春菜的官方個人網站。
- 池澤春菜的X（前Twitter） （日語）
- 池澤春菜的Instagram帳戶 （日語）